# Federico III di Sicilia
Federico d'Aragona, conosciuto anche come Federico III di Sicilia, o di Trinacria (Barcellona, 13 dicembre 1273 o 1274 – tra Paternò e Catania, 25 giugno 1337), è stato reggente aragonese in Sicilia dal 1291 al 1295, re di Sicilia - come Federico III - dal 1296 al 1302 e poi di re di Trinacria dal 1302 alla sua morte.
Appare con il nome di Fridericus (rex) nei documenti in lingua latina, Frederic (el de Sicília) in quelli in catalano, Fridiricu in siciliano, Frederico in aragonese.

## Origine
Figlio maschio terzogenito del re d'Aragona, di Valencia e conte di Barcellona e altre contee catalane, Pietro III il Grande e di Costanza di Sicilia, figlia del re di Sicilia Manfredi (figlio illegittimo dell'imperatore Federico II di Svevia e di Bianca Lancia).

## Biografia
Federico era il figlio terzogenito dei tre figli maschi ancora in vita (gli altri due erano Alfonso, il figlio primogenito, e Giacomo, il figlio secondogenito; mentre l'ultimogenito, Pietro, era morto giovane) di Pietro e di Costanza. Confermato anche nella Historia Sicula di Bartolomeo di Neocastro (Alfonsus, Elisabeth regina Portugalli… Rex Iacobus, Dominus Fridericus, domina Violanta et dominus Petrus) e nella Crònica (Anfós, Jacme, Frederic e Pere) di Ramon Muntaner.
Il 19 giugno 1291, suo fratello primogenito, il sovrano della corona d'Aragona, Alfonso III morì improvvisamente lasciando l'Aragona, Valencia, la Catalogna e il governo di Maiorca al secondogenito, Giacomo il Giusto e disponendo che la Sicilia andasse al terzogenito Federico; ma Giacomo dopo essersi fatto incoronare a Saragozza nel mese di luglio, come successore di Pietro III e non di Alfonso III, ne trascurò il testamento e si tenne il regno di Sicilia, a scapito di Federico. L'infante Federico, nello stesso 1291, fu inviato, come luogotenente del fratello Giacomo II, in Sicilia, dove raggiunse la madre Costanza.

Giacomo II voleva porre fine alla situazione che vedeva l'Aragona in perenne lotta contro il papato la Francia e la situazione si sbloccò dopo l'elezione al papato, il 23 dicembre 1294, di Bonifacio VIII, che, elaborando la proposta del suo predecessore, papa Celestino V, ad Anagni, il 12 giugno del 1295 stipulò con Giacomo e con Carlo II di Napoli il Trattato di Anagni. Con questo accordo, Giacomo acconsentì a cedere la Sicilia; in cambio avrebbe ottenuto i feudi di Sardegna e di Corsica, se li avesse saputi conquistare, e avrebbe sposato la figlia di Carlo II d'Angiò; mentre Federico, che perdeva il governatorato della Sicilia sarebbe stato compensato dal matrimonio con l'erede dell'impero d'oriente, Caterina Courtenay, figlia dell'imperatore titolare Filippo I di Courtenay e Beatrice d'Angiò, con l'impegno di Federico di aiutare il futuro suocero a riconquistare l'impero.

Il re di Francia, Filippo IV di Francia, pur approvando il trattato di Anagni, rifiutò di accettare quest'ultima clausola e, in quello stesso anno, il fidanzamento tra Federico e Caterina fu rotto. Federico, amareggiato, oltre che dalla rottura del fidanzamento, anche dal fatto che Giacomo II non aveva ottemperato al testamento di Alfonso III, accettò le offerte dei Siciliani. Questi, sentendosi traditi da Giacomo, lo dichiararono decaduto, offrendo il trono di Sicilia al fratello. L'11 dicembre 1295, a Palermo, Federico fu proclamato Signore della Sicilia, e il Parlamento siciliano riunito al Castello Ursino di Catania, il 15 gennaio 1296, lo riconobbe Federico III Re di Sicilia. L'incoronazione ufficiale avvenne, il 25 marzo del 1296, nella Cattedrale di Palermo.
Federico riprese le guerre del Vespro e, prendendo l'iniziativa nei confronti degli Angioini, non solo conservava la Sicilia ma portava la guerra in Calabria e nel napoletano. Allora Bonifacio VIII, agli inizi del 1297, convocò a Roma sia Giacomo II che Carlo II d'Angiò e li spronò a riconquistare la Sicilia secondo il trattato di Anagni; dovettero abbandonare la Sicilia, per ordine di Giacomo, sia Giovanni da Procida che Ruggero di Lauria, che divenne ammiraglio della flotta alleata anti-siciliana e alla fine anche la regina madre Costanza dovette abbandonare il figlio prediletto Federico e raggiungere Giacomo a Roma. Giacomo intervenne, a fianco degli Angioini, contro il fratello Federico e i Siciliani e con la sua flotta aragonese affiancata da quella napoletana, nella battaglia di Capo d'Orlando, nel luglio del 1299, sconfisse Federico che si riuscì a salvare con solo 17 galee. Giacomo, l'anno dopo, visto che il fratello continuava a resistere, fece ritorno in Aragona. La guerra fu proseguita con successo da Roberto d'Angiò, nominato da Carlo II vicario generale in Sicilia, e suo fratello Filippo I, con la conquista di alcuni importanti centri nella Sicilia orientale: nell'ottobre 1299 Catania, per la ribellione dei suoi nobili cittadini Virgilio Scordia e Napoleone Caputo, passava in mano angioina; Paternò dopo un breve assedio veniva consegnata dal conte camerario Manfredi Maletta; Noto, difesa valorosamente da Ugolino Callari, compare dello stesso Federico, veniva infine a patti con Roberto d'Angiò. Messina, difesa dai Palizzi, tuttavia resisteva all'assedio angioino e Federico riportava una notevole vittoria nella battaglia di Falconara, facendo prigioniero Filippo di Taranto.
Allora il papa, nel 1300, chiamò in aiuto i templari, gli ospitalieri e i riluttanti Genovesi, ma ad eccezione di una nuova brillante vittoria della flotta di Lauria su quella siciliana, il 14 giugno del 1300, la situazione non progredì. Infine Bonifacio VIII si rivolse al re di Francia, Filippo IV, che inviò un esercito al comando del fratello, Carlo di Valois: questi, arrivato in Sicilia, nel maggio del 1302, bruciando e depredando, l'attraversò sino a Sciacca, dove però arrivò distrutto dalla malaria e, per la paura di un deciso attacco da parte di Federico, accettò la pace che gli venne offerta. Allora da Carlo di Valois, Carlo II d'Angiò e dal papa, fu proposto a Federico di sposare la figlia di Carlo II di Napoli e di Maria d'Ungheria e sorella del duca di Calabria Roberto, Eleonora; durante la trattativa fu offerto a Federico, in cambio della Sicilia, il regno di Albania, creato per lui oppure il regno di Cipro, dopo averlo tolto alla famiglia Lusignano. Federico rifiutò, ma, nell'agosto del 1302, fu trovato un compromesso che prevedeva che Federico III mantenesse il potere sulla Sicilia col titolo di Re di Trinacria (quello di Sicilia spettava solo al re di Napoli) fino alla sua morte, dopo la quale l'isola sarebbe dovuta passare nuovamente agli Angiò.
La guerra dei Vespri siciliani terminò con la pace di Caltabellotta: il 31 agosto del 1302, probabilmente nel castello del Pizzo, si firmò il trattato di pace. Questo trattato, modificato dal papa il 12 maggio 1303, comunque confermò che Federico III mantenesse il potere sulla Sicilia, portatagli in dote dalla moglie Eleonora, col titolo di Re di Trinacria e dopo la sua morte l'isola sarebbe dovuta passare nuovamente agli Angiò. Il matrimonio con Eleonora venne celebrato nel maggio 1303, a Messina. Nel 1311, la Compagnia Catalana invitò Federico a dichiararsi sovrano del ducato di Atene, dopo che la compagnia aveva conquistato il territorio dopo aver sconfitto Gualtieri V di Brienne. Federico nominò il figlio Manfredi, duca di Atene e, l'altro figlio, illegittimo, Alfonso Federico, capitano-generale del ducato.
Nel 1311, Federico III si alleò con Enrico VII di Lussemburgo (Arrigo), che era calato in Italia per essere eletto Re dei Romani a Milano e imperatore del sacro romano impero a Roma (1312). In quel periodo, Federico intavolò con l'imperatore una trattativa per il fidanzamento di suo figlio Pietro con la figlia ultimogenita di Arrigo, Beatrice; ma la trattativa, nel 1312, sfumò per la scelta di Arrigo di imparentarsi con gli Angiò e a Pietro preferì Carlo, figlio del re di Napoli, Roberto d'Angiò. Nonostante le trattative con Roberto, Arrigo e Federico preparavano la guerra contro il regno di Napoli, che avrebbe dovuto essere attaccato da Arrigo via terra e da una potente flotta imperiale-siciliana, già armata nel 1313 e comandata da Federico, via mare; ma la prematura morte dell'imperatore fece fallire il piano. Alla morte di Arrigo, Federico propose un'alleanza in chiave antiangioina alla ghibellina Repubblica di Pisa, che fu rifiutata in quanto Federico in cambio pretendeva il possesso della Sardegna (promessa dal papa in feudo da conquistare a suo fratello, il re d'Aragona, Giacomo II il Giusto).
La pace di Caltabellotta durò solo una dozzina di anni e, dopo che nel 1313 la guerra tra Angioini e Aragonesi era ripresa, il parlamento siciliano, il 12 giugno 1314, disattendendo l'accordo siglato con la Pace di Caltabellotta, riconosceva il figlio di Federico, Pietro come erede al trono, e quindi, alla sua morte, successore di Federico, e, il 9 agosto, confermava Federico re di Sicilia e non più di Trinacria. Seguirono due anni di guerra, in cui Roberto d'Angiò cercò di conquistare l'isola nel 1314, a cui seguì una tregua di due anni, sino al 1316. Allo scadere della tregua, Roberto attaccò la Sicilia occidentale e si diresse su Palermo, su cui confluiva anche la flotta napoletana. Federico, vedendosi a mal partito, nel 1317, chiese una tregua che gli fu concessa a patto di restituire agli angioini tutte le posizioni che ancora deteneva sul continente (quasi tutte in Calabria); la nuova tregua sarebbe scaduta a Natale del 1320.

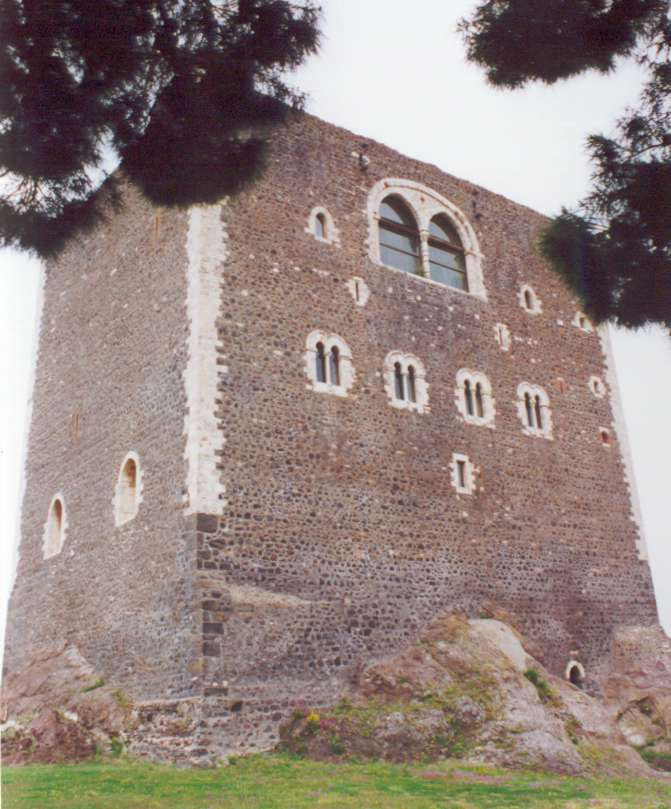
Il Castello di Paternò, dove spirò Federico.

Finita la tregua, Federico, nel 1321, inviò una flotta con reparti di cavalleria di fronte a Genova, in aiuto ai ghibellini che combattevano contro la repubblica di Genova, ma Roberto d'Angiò, alleato di Genova, inviò 82 galee che costrinsero la flotta siciliana a ritirarsi e rientrare in Sicilia (passando da Ischia la saccheggiò). Nel settembre dello stesso anno, la flotta siciliana tornò a Genova e coordinando gli attacchi con le truppe dei ghibellini lombardi capitanati da Marco Visconti, riuscì a creare grandi difficoltà per i difensori, senza però riuscire a fare cadere la città. Col cattivo tempo, la flotta, molto danneggiata, dovette rientrare definitivamente in Sicilia.
Sempre nel 1321, Federico aveva fatto incoronare il figlio Pietro come co-regnante e suo successore, attirandosi le ire del papa Giovanni XXII, che scagliò l'interdetto sulla Sicilia (Giovanni XXII lo tolse solo nel 1334, poco prima di morire).
In viaggio da Palermo ad Enna, Federico si ammalò gravemente. Morì il 25 giugno del 1337, nel tragitto tra Paternò e Catania, poiché sperava di ricevere cure migliori nell'ospedale della Commenda di San Giovanni Gerosolimitano nei pressi di Paternò. Com'era tradizione di quei tempi, nell'ospedale vennero sepolte le viscere, mentre la salma, trasportata a Catania, fu esposta al Castello Ursino. Federico aveva dichiarato nel testamento di voler esser sepolto a San Francesco nella città di Barcellona, accanto al fratello Alfonso d'Aragona e alla madre Costanza, ma modificò le sue volontà e dispose per una sepoltura nella cattedrale nel capoluogo. La salma venne quindi tumulata provvisoriamente nella cattedrale di Catania, in attesa di traslazione a Palermo. A causa del perdurare della guerra del Vespro la salma rimase definitivamente a Catania.

## Il profilo del Re di Sicilia

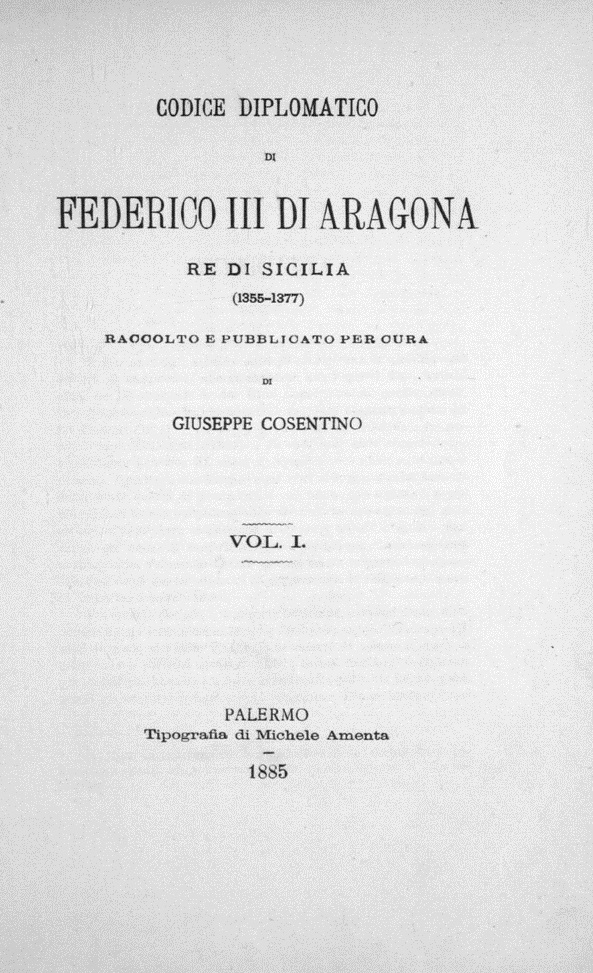
Codice diplomatico di Federico III di Aragona Re di Sicilia (1885).

Il carattere e il comportamento di Federico fu molto influenzato dalla discendenza normanno-sveva: come Ruggero fu fondatore di uno stato, fu un abile condottiero e un buon legislatore e come il bisnonno Federico II fu carismatico, aggressivo, filo-imperiale e perennemente scomunicato (in particolare interdetto dal papa Giovanni XXII dal 1321 al 1334).

Nel 1296, in occasione dell'elezione promulgò le «Constitutiones regales» (il cui capitolo XXVIIII del secondo libro, noto anche come Capitolo Volentes, introdusse una notevole innovazione normativa concernente l'acquisto dei feudi); i «Capitula alia»; le «Ordinationes generales» nonché altri testi che fornirono una base di garanzie costituzionali innovative per il medioevo, comprendente i doveri dei reggenti e l'obbligo di convocare almeno annualmente il parlamento siciliano. Nel 1324, il parlamento riunito ad Enna emanò, fra le altre, cupe norme che prevedevano la segregazione degli Ebrei.
Le istituzioni che caratterizzeranno per secoli la Sicilia derivano in gran parte da questo secondo regno, fondato nel 1296 da Federico, che poi, passando attraverso varie reggenze, verrà soppresso nel 1816 da Ferdinando I delle Due Sicilie.
Durante il suo regno si accentuò certamente il regime feudale: il parlamento aveva tre rami (ecclesiastico, demaniale e militare), si radicò il latifondismo e l'economia entrò in crisi.
Ma egli va comunque ricordato per le sue riforme civili e amministrative che interessarono la Sicilia che davano maggiore potere al Parlamento (detti i Capitoli) e la suddivisione amministrativa dell'isola in quattro "Valli" (Val di Noto, Val Demone, Vallo di Mazara e Vallo di Girgenti).

### La corte di Federico: laboratorio di dibattiti religiosi e rifugio di dissidenti
Federico III fu intimo amico del catalano Arnaldo da Villanova, accolse alla sua corte i francescani spirituali perseguitati e i fraticelli. Il mistico Raimondo Lullo ripose in lui molte speranze per un rinnovamento del cristianesimo. Egli stesso interessato alla mistica, Federico fece della sua corte un focolare di dibattiti filosofici e religiosi, nel quale interloquivano filosofi aristotelici, pensatori ebrei, alchimisti, astrologi, e anche praticanti di magia. Anche se si scontrò spesso con le autorità ecclesiastiche, Federico non era mosso da uno spirito anticristiano, quanto piuttosto dall'ansia di acquisire conoscenze sempre nuove e dalla convinzione che il mondo, ormai vecchio, si stava rinnovando.

### Il Parlamento del Regno di Sicilia
Il Parlamento siciliano, composto da feudatari, sindaci delle città, dai conti e dai baroni, era presieduto e convocato dal re.
La funzione principale era la difesa dell'integrità della Sicilia, come valore massimo anche nei confronti dell'assolutismo del re, nell'interesse di tutti i siciliani. Il re, infatti, non poteva stringere accordi di qualunque natura (politica, militare o economica) né dichiarare guerre senza aver prima consultato e ottenuto l'approvazione del Parlamento che, per costituzione, doveva essere convocato almeno una volta l'anno nel giorno di Tutti i Santi. Il Parlamento costituzionalmente aveva il compito di eleggere il re e di svolgere anche la funzione di organo garante del corretto svolgimento della giustizia ordinaria esercitata da giustizieri, giudici, notai e dagli altri ufficiali del regno.

## Federico III nella Divina Commedia
- Nella Divina Commedia, Dante cita Federico, nel Terzo canto del Purgatorio nelle parole di suo nonno Manfredi di Sicilia, che si trova fuori dai cancelli del Purgatorio, nel primo ripiano dell'antipurgatorio; mentre incontra il padre Pietro III il Grande e i fratelli Alfonso III di Aragona e Giacomo II di Aragona, con Carlo I d'Angiò e Filippo III di Francia, fuori dai cancelli del Purgatorio, nella Valletta dei Principi dell'Antipurgatorio, per la continua lotta che li oppose, insieme agli altri monarchi da lui ritenuti colpevoli per la disastrosa situazione politica nell'Europa del XIII secolo.

(Riferimento a Federico come "Onor di Cicilia", Dante Alighieri, Divina Commedia, Purgatorio, III, 103-145)

## Discendenza
Dall'unione con Eleonora d'Angiò nacquero nove figli, ma gli vengono attribuiti almeno altri cinque figli naturali nati da una relazione con Sibilla Sormella.
Da Eleonora ebbe:

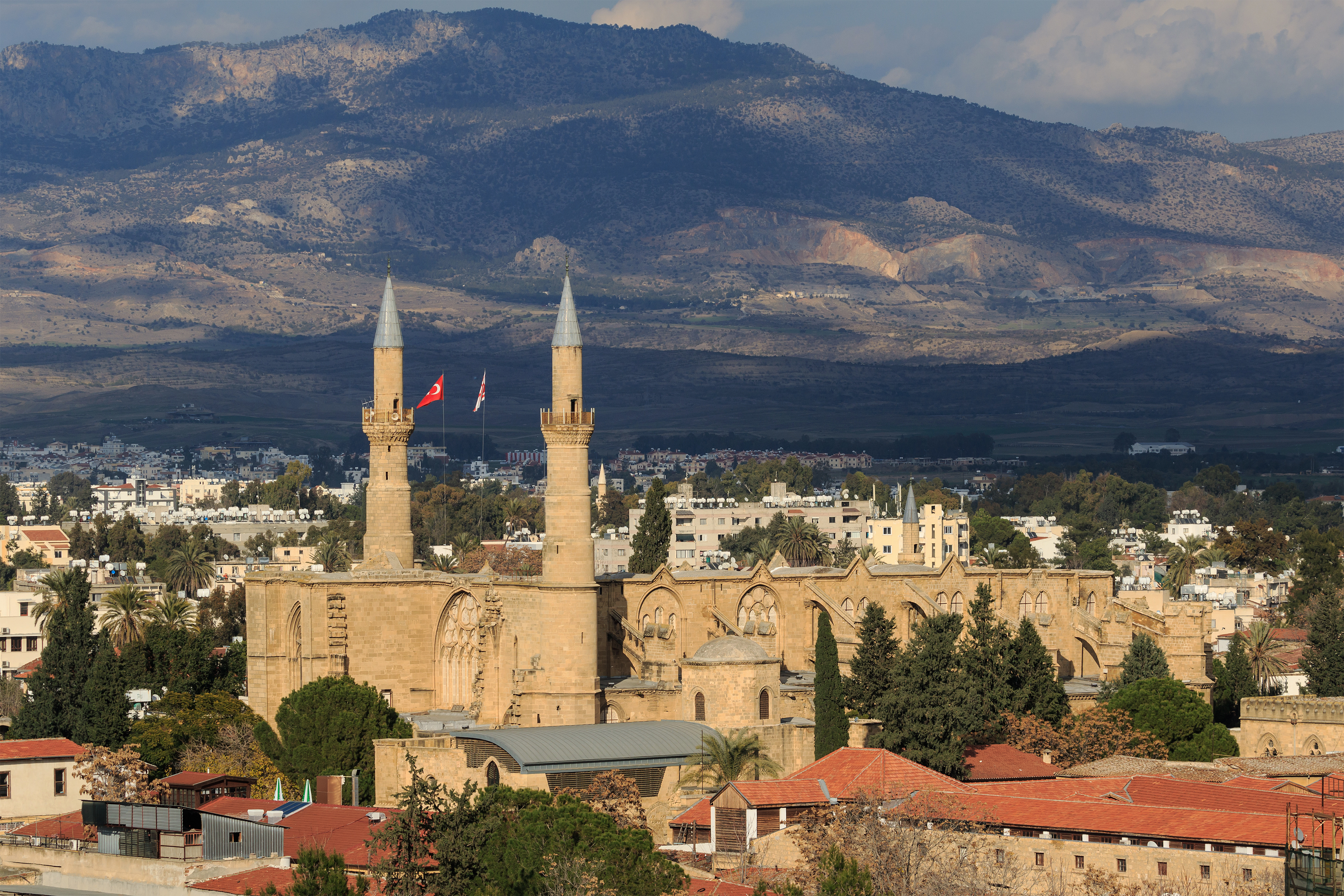
La Cattedrale di Santa Sofia (dal XVI secolo moschea Selimiye) a Nicosia, capitale del Cipro.

- Pietro (1304-1342), erede e re di Trinacria;
- Ruggero (1305-?), morto giovane;
- Costanza (1305-dopo il 19 giugno 1344 a Cipro), fu prima fidanzata, nel 1306, a Roberto di Francia (1297-1307), figlio del re di Francia, Filippo IV di Francia; poi, il 16 ottobre 1317, sposò Enrico II di Cipro (1270-1324), nella chiesa di Santa Sofia in Nicosia, in seguito, in seconde nozze, il 29 dicembre 1331, sposò Leone V d'Armenia (1310-1341), e infine, nel 1343, sposò Giovanni di Lusignano (1329/1330-1375);
- Manfredi (1306-1317), duca di Atene;
- Isabella (1310-1349), sposata dal 1328 con il duca Stefano II di Baviera
- Guglielmo (n.1312-1338), principe di Taranto, duca di Atene e di Neopatria;
- Giovanni d'Aragona (1317-1348), duca di Atene e di Neopatria, reggente di Sicilia (1338-1348);
- Caterina (1320-1342), badessa nel convento di Santa Chiara a Messina;
- Margherita (1331-1377), sposata nel 1348 con Rodolfo II del Palatinato.

Da Sibilla Sormella ebbe:
- Alfonso Federico di Sicilia (ca. 1294- tra 1334 e il 1339), signore di Salona, conte di Gozo e di Malta, fu reggente del ducato di Atene e di Neopatria;
- Orlando (o Rolando) di Sicilia (ca. 1296- in battaglia a Caltanissetta, aprile/maggio del 1361), barone di Avola:
- Elisabetta (o Isabella) di Sicilia (ca. 1297-1341), sposò il conte di Empuries, Ponzio VI e poi in seconde nozze, Raimondo di Perralta, conte di Caltabellotta;
- Eleonora di Sicilia (ca. 1298), fu fidanzata con Ruggero il figlio dell'ammiraglio, Ruggero di Lauria, poi sposò il conte di Modica, Giovanni di Chiaramonte;
- Sancho di Sicilia (ca. 1300- ca. 1334), barone di Militello, sposò la signora di Cammarata, Macalda Palizzi, che gli diede un figlio:
  - Federico (?-1334), barone di Militello, che a sua volta ebbe un figlio:
    - Vinciguerra, barone di Militello, che a sua volta ebbe un figlio:
      - Federico, barone di Militello.

## Ascendenza
|                         |                       |                        | Genitori                      |  |  | Nonni |  |  | Bisnonni             |  |  | Trisnonni            |  |
|                         |                       |                        |                               |  |  |       |  |  | Pietro II di Aragona |  |  | Alfonso II d'Aragona |  |
|                         |                       |                        |                               |  |  |       |  |  | Pietro II di Aragona |  |  | Alfonso II d'Aragona |  |
|                         |                       | Sancha di Castiglia    |                               |  |  |       |  |  | Pietro II di Aragona |  |  |                      |  |
| Giacomo I d'Aragona     |                       |                        |                               |  |  |       |  |  | Pietro II di Aragona |  |  |                      |  |
|                         |                       | Maria di Montpellier   | Guglielmo VIII di Montpellier |  |  |       |  |  |                      |  |  |                      |  |
|                         |                       | Maria di Montpellier   | Guglielmo VIII di Montpellier |  |  |       |  |  |                      |  |  |                      |  |
|                         |                       | Maria di Montpellier   | Eudocia Comnena               |  |  |       |  |  |                      |  |  |                      |  |
| Pietro III d'Aragona    |                       | Maria di Montpellier   |                               |  |  |       |  |  |                      |  |  |                      |  |
|                         |                       | Andrea II d'Ungheria   | Béla III d'Ungheria           |  |  |       |  |  |                      |  |  |                      |  |
|                         |                       | Andrea II d'Ungheria   | Béla III d'Ungheria           |  |  |       |  |  |                      |  |  |                      |  |
|                         |                       | Andrea II d'Ungheria   | Agnese d'Antiochia            |  |  |       |  |  |                      |  |  |                      |  |
| Iolanda d'Ungheria      |                       | Andrea II d'Ungheria   |                               |  |  |       |  |  |                      |  |  |                      |  |
|                         |                       | Iolanda di Courtenay   | Pietro II di Courtenay        |  |  |       |  |  |                      |  |  |                      |  |
|                         |                       | Iolanda di Courtenay   | Pietro II di Courtenay        |  |  |       |  |  |                      |  |  |                      |  |
|                         |                       | Iolanda di Courtenay   | Iolanda di Fiandra            |  |  |       |  |  |                      |  |  |                      |  |
| Federico III di Sicilia |                       | Iolanda di Courtenay   |                               |  |  |       |  |  |                      |  |  |                      |  |
|                         | Federico II di Svevia | Enrico VI di Svevia    |                               |  |  |       |  |  |                      |  |  |                      |  |
|                         | Federico II di Svevia | Enrico VI di Svevia    |                               |  |  |       |  |  |                      |  |  |                      |  |
|                         | Federico II di Svevia | Costanza d'Altavilla   |                               |  |  |       |  |  |                      |  |  |                      |  |
| Manfredi di Sicilia     | Federico II di Svevia |                        |                               |  |  |       |  |  |                      |  |  |                      |  |
|                         |                       | Bianca Lancia          | Bonifacio I d'Agliano         |  |  |       |  |  |                      |  |  |                      |  |
|                         |                       | Bianca Lancia          | Bonifacio I d'Agliano         |  |  |       |  |  |                      |  |  |                      |  |
|                         |                       | Bianca Lancia          | Bianca Lancia                 |  |  |       |  |  |                      |  |  |                      |  |
| Costanza di Sicilia     |                       | Bianca Lancia          |                               |  |  |       |  |  |                      |  |  |                      |  |
|                         |                       | Amedeo IV di Savoia    | Tommaso I di Savoia           |  |  |       |  |  |                      |  |  |                      |  |
|                         |                       | Amedeo IV di Savoia    | Tommaso I di Savoia           |  |  |       |  |  |                      |  |  |                      |  |
|                         |                       | Amedeo IV di Savoia    | Margherita di Ginevra         |  |  |       |  |  |                      |  |  |                      |  |
| Beatrice di Savoia      |                       | Amedeo IV di Savoia    |                               |  |  |       |  |  |                      |  |  |                      |  |
|                         |                       | Margherita di Borgogna | Ugo III di Borgogna           |  |  |       |  |  |                      |  |  |                      |  |
|                         |                       | Margherita di Borgogna | Ugo III di Borgogna           |  |  |       |  |  |                      |  |  |                      |  |
|                         |                       | Margherita di Borgogna | Beatrice di Albon             |  |  |       |  |  |                      |  |  |                      |  |
|                         |                       | Margherita di Borgogna |                               |  |  |       |  |  |                      |  |  |                      |  |